# Bloc Nacionalista Valencià
Bloc Nacionalista Valencià (Bloc o BNV; en español, «Bloque Nacionalista Valenciano») fue la denominación que tuvo la federación de partidos actualmente llamada Més-Compromís desde su fundación en 1998 hasta la celebración de su octavo Congreso Nacional en el año 2021. Durante este período, la federación se caracterizó por su ideología nacionalista valenciana y pancatalanista de izquierdas.
Tras su Congreso Nacional de 2021 y en paralelo a su cambio de denominación como Més-Compromís, esta formación pasó a adoptar una nueva ideología menos enfocada en el eje nacionalista y más centrada en ámbitos sociales como el feminismo, ecologismo y progresismo, aunque sin abandonar su enfoque valencianista.

## Historia

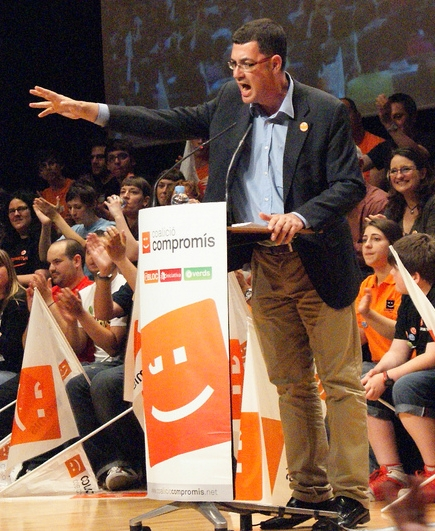
Enric Morera, presidente del BLOC, en un mitin de la Compromís.

El BLOC aparece fruto de la coalición electoral Unitat del Poble Valencià-Bloc Nacionalista (1995), formada por Unitat del Poble Valencià (fundada en 1982), el Partit Valencià Nacionalista (fundado en 1990), Nacionalistes d'Alcoi (fundado en 1994), el Bloc Progressista de Monòver y Grau Unit de Castelló. El 9 de septiembre de 1997 se aprobó la Declaración Política Constitutiva y se inscribió en el registro de partidos políticos el 12 de mayo de 1998 como federación de partidos. Se convirtió en partido en su congreso constituyente, celebrado en el año 2000.

### Elecciones autonómicas y municipales de 1999
En estas elecciones se presentó en coalición con Els Verds y Valencians pel Canvi. Obtuvieron más de 102 000 votos (4,6 %) y, en las municipales, 111 759 votos (4,91 %) y 228 concejales. En las elecciones generales españolas del 2000, se presentó en coalición con Valencians pel canvi, presentando a Joan Francesc Mira como candidato al Congreso y a Ferran Torrent al Senado. La candidatura recibió el apoyo de Ramón Lapiedra.
En las elecciones al Parlamento Europeo de dicho año, el BLOC y PSM-Entesa Nacionalista alcanzaron un pacto para figurar en la candidatura de Convergència i Unió, similar a la existente cinco años antes entre CiU, Unitat del Poble Valencià y PSM-EN. Aunque ningún candidato del BLOC fue elegido inicialmente, Enric Morera sería eurodiputado durante los últimos meses de la legislatura sustituyendo a Carles Gasòliba, de CiU.
El año 2000 se celebra el congreso fundacional del BLOC. En él, el BLOC se declaró heredero del valencianismo de raíz fusteriana, pero también del valencianismo de pre-guerra, y se toma como referentes a la coalición GalEusCa y más concretamente el Bloque Nacionalista Galego. Se asume el valencianismo como uno de los ejes de la formación, junto al progresismo y la democracia. Asimismo, se abre la puerta a la integración de otros colectivos valencianistas, reivindicando la Acadèmia Valenciana de la Llengua como ente normalizador del valenciano, y pidiendo el impulso de esta. En materia simbólica, se reconoce el mundo de las fiestas y las tradiciones de la Comunidad Valenciana como ámbito de preservación de la cultura, y se pidió el reconocimiento del Penó de la Conquesta como símbolo de la Comunidad Valenciana, si bien se considera la Real Senyera Coronada como bandera para la Comunidad. A diferencia de los congresos de su predecesora, Unitat del Poble Valencià, la senyera cuatribarrada no estuvo presente en el escenario. Desde el partido Esquerra Valenciana y algunos sectores de Ribera Alta y la Huerta Norte se defendieron algunas enmiendas más cercanas ideológicamente a la antigua Unitat del Poble Valencià, que no prosperaron. A pesar de mantener a los líderes de la UPV y el PVN, Pere Mayor y Pepa Chesa en los principales cargos de responsabilidad, paralelamente se produjo una renovación generacional en varias secretarías.

### Elecciones autonómicas y municipales de 2003

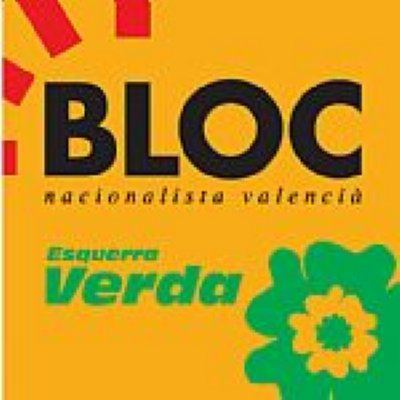
Logotipo de la Coalición BLOC-Esquerra Verda, 2003.

Se presentó a las elecciones a las Cortes Valencianas de 2003 y a las municipales en coalición con Esquerra Verda y otras 9 formaciones de ámbito municipal, obteniendo respectivamente 114 122 (4,69 %) y 139 307 votos (5,69 %), el mejor resultado hasta la fecha. Obtuvo 298 concejales.

### Elecciones de 2004
En las elecciones generales de España de 2004 se volvió a presentar en coalición con Esquerra Verda, obteniendo 40 759 votos (1,53 %).
En las elecciones de 2004 para el Parlamento Europeo se presentó dentro de la coalición Galeusca-Pueblos de Europa, junto con Convergència i Unió (CiU), Partido Nacionalista Vasco (EAJ-PNV), el Bloque Nacionalista Galego (BNG) y el PSM - Entesa Nacionalista (PSM-EN). En la Comunidad Valenciana Galeusca obtuvo 19 627 votos (1,12 %).

### Elecciones autonómicas y municipales de 2007: Compromís pel País Valencià

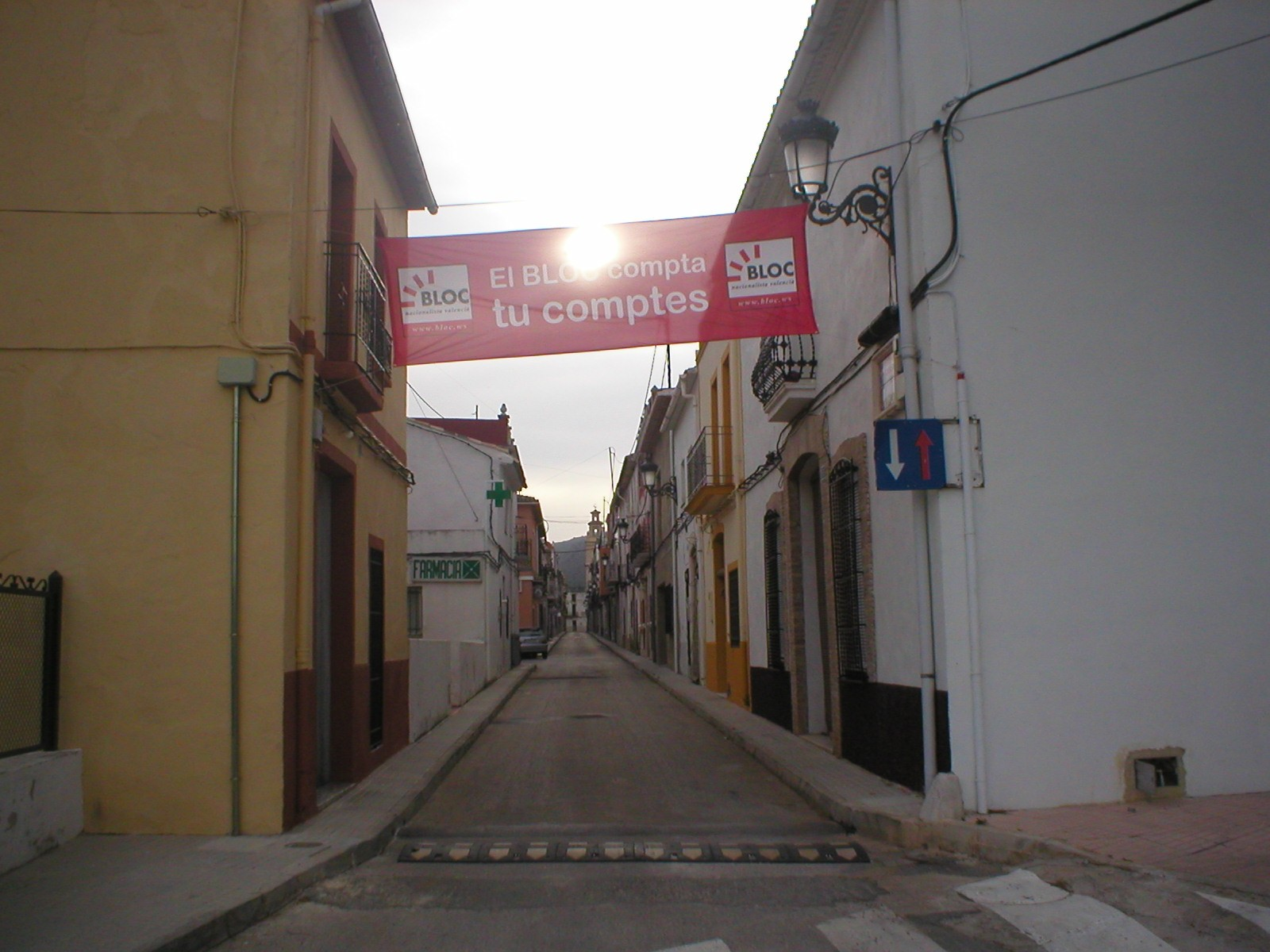
Cartel electoral del BLOC en Benichembla (Alicante) durante la campaña electoral de 2007.

Para las elecciones autonómicas el BLOC formó parte de la coalición Compromís pel País Valencià junto a Esquerra Unida del País Valencià (EUPV), Els Verds del País Valencià (EVPV), Els Verds Esquerra Ecologista del País Valencià (EV-EE) e Izquierda Republicana (IR), una coalición que se hizo extensible también a diferentes localidades de la Comunidad Valenciana en las elecciones municipales. Este pacto tenía por objetivo principal evitar el bipartidismo en las Cortes Valencianas, y especialmente la mayoría absoluta del Partido Popular.
La coalición obtuvo 195 116 votos (8,02 %), que se tradujeron en 7 diputados (3 por Valencia, 2 por Alicante y 2 por Castellón). Esquerra Unida obtuvo 5 escaños y 2 el BLOC.

### El Bloc y la crisis de Esquerra Unida
En las elecciones autonómicas, el Bloc se presentó con Esquerra Unida del País Valencià, bajo la denominación Compromís pel País Valencià. El Bloc obtuvo dos de los siete diputados de la coalición. Tras la constitución de las Cortes Valencianas, los siete diputados formaron el grupo parlamentario Esquerra Unida-Bloc-Verds-IR: Compromís con Glòria Marcos como portavoz. En julio de 2007 se abrió una profunda crisis con motivo de la elección de representantes al Consejo de Administración de RTVV. Mientras desde EUPV se proponía a Amadeu Sanchis, candidato de EUPV al Ayuntamiento de Valencia que quedó sin representación en el consistorio, a tenor de los pactos previos por los cuales este cargo correspondía a EUPV, el BLOC y el resto de socios de Compromís se decantaba por el sociólogo Rafael Xambó. Poco después, los dos diputados del Bloc y las diputadas de EUPV pertenecientes a la corriente interna Esquerra i País, próxima al valencianismo, Mónica Oltra y Mireia Mollà, destituyeron a Marcos y designaron a Oltra como portavoz. Mónica Oltra afirmó que la razón para relevar a Glòria Marcos era que tomaba las decisiones sin contar con el grupo parlamentario. El 15 de septiembre, el Consell Nacional de EUPV decidió expulsar de la formación a Oltra y Mollà, al tiempo que acusaba al BLOC de deslealtad manifiesta y de colaborador necesario para intentar provocar la inestabilidad de EUPV. Paralelamente, la corriente Esquerra i País se constituía en partido político dentro de EUPV, Iniciativa del Poble Valencià (20 de octubre). En noviembre de 2008 se tramitó en cortes la expulsión de Gloria Marcos del grupo parlamentario por "sus declaraciones y actuaciones contrarias a los intereses del grupo y vejatorias contra sus integrantes". Paralelamente, los otros dos diputados de EU pidieron que se les incluya también a ellos en el grupo de no-adscritos, con lo que el grupo quedó reducido a cuatro diputados: dos del BLOC y dos de IPV. Nacería entonces una estrecha colaboración entre los dos partidos restantes en el Grupo Parlamentario Compromís que hasta el momento dura.

### Elecciones generales de 2008: Bloc-Iniciativa-Verds

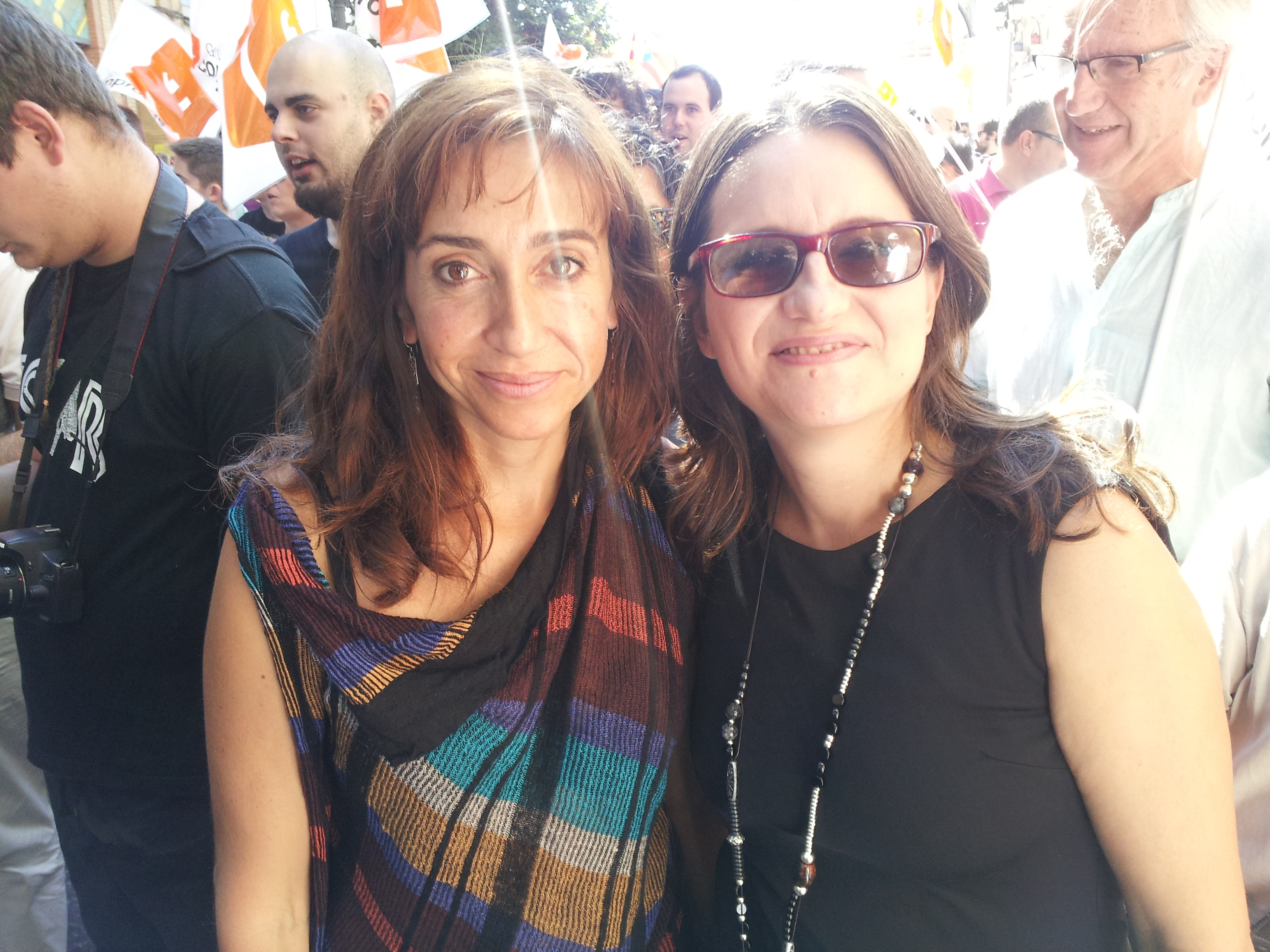
Isaura Navarro, candidata de la coalición en las elecciones generales de 2008, junto a Mònica Oltra, por aquel entonces portavoz de Compromís en las Cortes Valencianas.

En las elecciones generales de 2008, el BLOC concurrió en coalición con Iniciativa del Poble Valencià, el partido creado poco antes por exmilitantes de Esquerra Unida del País Valencià, y Els Verds-Esquerra Ecologista del País Valencià. El objetivo de Bloc-Iniciativa-Verds era retener el escaño que Isaura Navarro, cabeza de lista de la coalición por Valencia y militante de Iniciativa, había conseguido en las anteriores elecciones representando a Izquierda Unida. Sin embargo, los resultados estuvieron muy por debajo de las expectativas, puesto que la coalición obtuvo 29 760 votos (1,08 % en la Comunidad Valenciana), sin conseguir escaño ni sobrepasar a EUPV (que obtuvo 74 405 votos, 2,71 %), obteniendo resultados inferiores a los conseguidos en las anteriores legislativas por el BLOC en coalición con Esquerra Verda (40 759 votos, 1,53 %).

### Elecciones europeas de 2009: Coalición por Europa
En las de 2009 lo hizo dentro de Coalición por Europa, candidatura liderada por CiU en la que también participaban PNV, Coalición Canaria, Unió Mallorquina y Partido Andalucista entre otros. Enric Nomdedéu, del BLOC, fue en el quinto puesto de la candidatura, la cual obtuvo 18 458 votos (0,98 %) en la Comunidad Valenciana, sin conseguir Nomdedéu resultar elegido.

### Elecciones autonómicas y municipales de 2011: Coalició Compromís
En las Elecciones a las Cortes Valencianas de 2011, el BLOC revalidó la coalición de las generales de 2008 con Iniciativa del Poble Valencià y Els Verds - Esquerra Ecologista, bajo la denominación Coalició Compromís, que obtuvo seis diputados, de los cuales tres correspondieron al BLOC. El secretario general del BLOC y diputado ya en la anterior legislatura, Enric Morera, fue el candidato a la presidencia de la Generalitat y cabeza de lista por Valencia, seguido de Mónica Oltra. Por Alicante, la cabeza de lista fue Mireia Mollà (IdPV) y por Castellón, Josep Maria Pañella, diputados salientes por Iniciativa y BLOC respectivamente.
En la ciudad de Valencia, el BLOC se presentó en la coalición Compromís per València, que presentó como candidato a la alcaldía a Joan Ribó. Con más del 9 % de los votos, Compromís obtuvo 3 concejales en la ciudad de Valencia, pasando a ser la tercera fuerza en el consistorio. BLOC obtuvo uno de dichos concejales.

### Elecciones generales de 2011: Compromís-Q

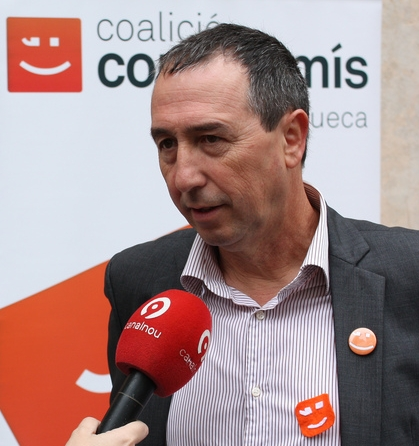
El exalcalde de Sueca, Joan Baldoví, fue elegido diputado por Compromís-Q en las elecciones del 20 de noviembre de 2011.

En las elecciones generales de 2011, se mantuvo la coalición que tan buenos resultados había dado en las autonómicas del mismo año, dando entrada al proyecto del que formaban parte tanto IdPV como EV-EE: Equo. De esta forma, la coalición adoptó las siglas, para las elecciones, de Compromís-Q.
El BLOC, como partido mayoritario de la coalición, lideró la candidatura de la coalición con Joan Baldoví como candidato por Valencia. Por Castellón, el candidato fue el también militante nacionalista Roger Mira, hijo del intelectual Joan Francesc Mira. Por Alicante, la cabeza de cartel fue Aitana Mas, de Iniciativa del Poble Valencià, seguido por David Navarro, del BLOC.
En sus primeras declaraciones públicas tras ser elegido candidato, Baldoví afirmó ver un "futuro esperanzador" ante "la posibilidad de tener por primera vez desde la Segunda República un diputado valencianista en las Cortes".
Entre las candidaturas al Senado, destacó el hecho de que el único candidato valenciano al Senado con más votos que la lista al Congreso de su partido fue Jordi Julià, candidato por Castellón, quien obtuvo 11 999 votos frente a los que recibió la candidatura al Congreso por Castellón, 11 857. También fue llamativo el fichaje de Pere Fuset, administrador de una web de carácter valencianista, como candidato por Valencia. Obtuvo 78 573 votos.
En lo referente a los avales necesarios para participar en las elecciones, consistentes en un 0,1 % del censo electoral de cada provincia que los partidos sin representación en Cortes y Senado tenían que recoger, Compromís-Q obtuvo 25 000 avales en toda la Comunidad Valenciana, de los cuales 18 000 eran de la Provincia de Valencia. En Castellón obtuvieron 2000 y en Alicante, tuvieron el apoyo de 5000 personas.
Finalmente, Compromís-Q recibió 125 150 votos y obtuvo un diputado por Valencia, el militante del BLOC y exalcalde de Sueca, Joan Baldoví.

### Elecciones europeas del 2014: Primavera Europea

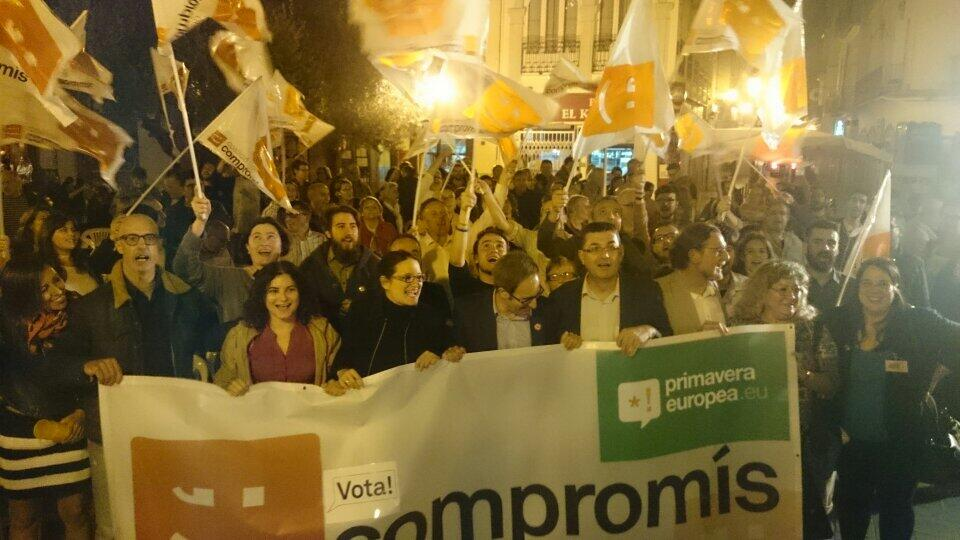
Inicio de la Campaña electoral de la Coalició Compromís: Primavera Europea, encabezada por Jordi Sebastià (BLOC).

La Coalició Compromís, y por lo tanto el Bloc, se presentó para las elecciones europeas de 2014 dentro de la coalición Primavera Europea, cuyo principal aliado era Equo. El cabeza de lista en la candidatura pertenecía a Compromís, aunque en caso de que se obtenga un único eurodiputado, el candidato de Equo entrará en el Parlamento Europeo durante una parte de la legislatura según la proporción de los votos obtenidos por la coalición en toda España, siendo los votos sacados en la Comunidad Valenciana los proporcionalmente correspondientes al periodo que estará el candidato de Compromís.
El candidato de Compromís fue elegido mediante primarias abiertas en la Comunidad Valenciana, en la que concurrían 5. El ganador fue Jordi Sebastià, militante del Bloc y alcalde de Burjasot, quién obtuvo el 54 % de los votos.
En la coalición electoral, además de Equo, participan la Chunta Aragonesista (CHA), el Partido Castellano (PCAS), la Coalición Caballas (Caballas), que es el principal partido de la oposición de la ciudad de Ceuta, el partido Por un Mundo más Justo (PUM+J), el partido Democracia Participativa (Participa) y Socialistas Independientes de Extremadura (SIEX). Mientras que los partidos que la apoyan son Socialistas por Tenerife (SxTf), Los Verdes de Villena (LVdV), Demos + (D+), Electores de Alhaurín (EdA), Junts per Agres (JxA), Agrupación Barruelana Independiente (ABI) y Mesa de la Ría de Huelva (MRH), además de Més per Mallorca, cuya formación no se presentó a las elecciones y recomendó votar a Primavera Europea o a L'Esquerra pel Dret a Decidir.

## Ideología

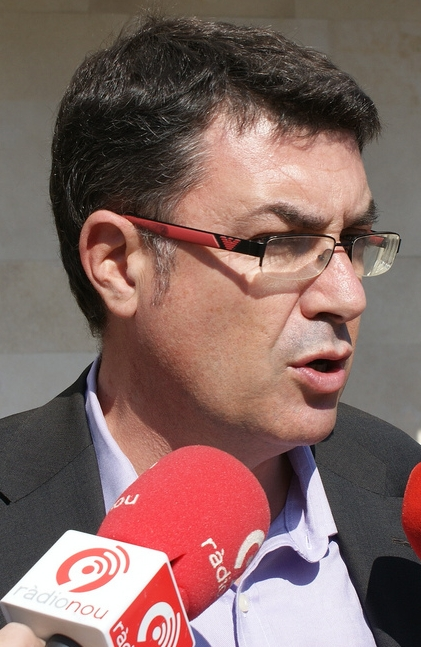
Enric Morera, actual presidente del Bloc y diputado en las Cortes Valencianas.

Según sus estatutos se definía como progresista y nacionalista valenciano:

Artículo 1. Denominación.

El BLOC NACIONALISTA VALENCIÀ (en siglas y, desde ahora en adelante, preferentemente BLOC) es la organización política unitaria del nacionalismo valenciano progresista.

Se considera que el partido estaba adscrito a la denominada "tercera vía" del nacionalismo valenciano, reivindicando un mayor protagonismo del pueblo valenciano en el ámbito español y en una “Europa de los pueblos unida, confederal, democrática y plural”. Abogan además por avanzar hacia las máximas cotas de participación ciudadana, el desarrollo sostenible y solidario de la economía y la sociedad.
Respecto del peso de la Comunidad Valenciana en España, denuncian que los sucesivos gobiernos regionales la han convertido en una "comunidad periférica", con un "papel secundario, menor del que nos corresponde y necesitamos", persiguiendo una reforma del estado para corregir esta situación que incluiría la redacción de una "Constitución Valenciana", así como una reordenación territorial en comarcas y la plena "normalización cultural y lingüística".
A diferencia de la antigua Unitat del Poble Valencià, tiene por objetivo actualmente un marco político valenciano, aunque abre la posibilidad a asociaciones políticas con otros territorios.

### Discurso político sobre la identidad territorial
En los estatutos de la formación se recogía como primer objetivo "el logro de la plena soberania nacional del pueblo valenciano y su plasmación legal en una Constitución valenciana que contemple la posibilidad de una asociación política con los países con los cuales se comparte una misma lengua, cultura e historia".
Algunos de los aspectos de su discurso político sobre la identidad territorial, tanto el oficial como el dominante en la militancia, son la consideración de la Comunidad Valenciana como marco nacional, el fomento de los vínculos culturales, lingüísticos y económicos con el resto de territorios de habla catalana/valenciana, el derecho de autodeterminación como derecho irrenunciable, la apuesta por un estado federal plurinacional (aceptando otras formulaciones para obtener la soberanía), consideración de tanto la bandera oficial actual como la cuatribarrada como banderas propias de la Comunidad Valenciana, y la propuesta del nombre de País Valenciano como la denominación del territorio (aunque se aceptan otras).

### Relaciones con los partidos nacionalistas catalanes
El BLOC mantuvo relaciones de carácter muy diferente con los partidos nacionalistas catalanes. Por una parte, Esquerra Republicana de Catalunya ha hecho públicas sus intenciones de impulsar "de forma conjunta y simultánea" el objetivo de trabajar por un Estado propio en "el conjunto de los Países Catalanes (Països Catalans)", con lo que apuesta por "activar la reivindicación soberanista en las Islas Baleares, el País Valenciano y la Cataluña Norte [el Rosellón]", lo que ha sido criticado por el BLOC, el cual afirma que su prioridad es "construir el País Valenciano" y que este sea "una entidad política fuerte". Por otra parte, el BLOC ha concurrido en las coaliciones lideradas por Convergència i Unió en las elecciones europeas desde 1999 hasta las del 2009.
Las tensiones con ERC se extienden a la política de alianzas del BLOC en Europa. Este ha tratado de ingresar en la Alianza Libre Europea (ALE). De hecho, durante su breve mandato como eurodiputado, Enric Morera, a pesar de ser candidato en la lista de CiU, PNV y otros, se integró en el grupo parlamentario Los Verdes / Alianza Libre Europea. No obstante, no ha conseguido ingresar por la oposición de ERC, que alega ser "el único representante de la nación catalana". ERC ha justificado el veto en la alianza que mantiene el BLOC con CiU, en tanto que el BLOC achaca la existencia de este pacto al veto de ERC para ingresar en la ALE. El veto finalizó en abril de 2013, cuando el BLOC entró como miembro observador en la Alianza Libre Europea (ALE), y como miembro pleno en 2014.
Por otro lado, en 2015 el Consell Nacional del Bloc aprobó una resolución en la que mostró su apoyo al derecho de autodeterminación de Cataluña y a los partidos que defendían la independencia de España integrados en Junts pel Sí, candidatura conjunta cuyos principales socios fueron ERC y CDC y que se presentó a las elecciones celebradas en Cataluña ese mismo año.